# Grand Center (Saint-Louis)
Grand Center, également communément appelé Grand Center Arts District est un quartier de Saint-Louis dans le centre historique de Midtown St. Louis situé du nord de la Saint Louis University et est inscrit dans le Registre national des lieux historiques. Familièrement reconnu et appelé Grand Center, le quartier fut officiellement nommé Covenant Blu-Grand Center. Le quartier est un membre du Global Cultural Districts Network.
Grand Center est un centre urbain regroupant d’innombrables lieux de divertissement liés à l'art et la culture, comprenant le Fox Theatre, Powell Hall (présentant l'Orchestre symphonique de Saint-Louis), le musée d'Art contemporain de Saint-Louis, la Fondation Pulitzer pour les arts, le Sheldon Concert Hall, et le Jazz St. Louis.
Le quartier est un éloquent mélange de centres historiques restaurés et de nouveaux bâtiments avec la présence d'art urbain et de néons de la signalisation centrée sur Strauss Parc à l'intersection du Grand Boulevard et de Washington Ave. Il comprend la Third Baptist Church, la compagnie de théâtre St. Louis Black Repertory, l'Académie des arts de Grand Center,  KDHX Médias Communautaires, la Radio publique de Saint-Louis (KWMU), le Kranzberg Arts Center, et le siège de Nine Network of Public Media (KETC) à proximité de la Grand MetroLink station.

## Galerie
|                                      |
| The Sheldon Concert Hall, built 1912 |

|                                |
| Pulitzer Arts Foundation, 2001 |

|                                                     |
| The Continental Life Building, dates from the 1930s |

|                                         |
| Contemporary Art Museum St. Louis, 2003 |

|                                                                |
| KETC Nine Network siège de la station et chaîne publique, 1998 |

|                                                                  |
| City House (1874), Jazz St. Louis, and Continental Life Building |

## Démographie
En 2010, la population de Grand Center était 56,3 % noire, 35,0 % blanche, 6,5 % d'asiatiques, et 2,1 % d'autres origines. 2,3 % de la population était d'origine hispanique ou latino-américaine.
| Groupe ethnique        | 2010   | 2000   |
| ---------------------- | ------ | ------ |
| Blanc                  | 35,0 % | 18,9 % |
| Noir ou afro-Américain | 56,3 % | 77,7 % |
| Hispanique ou Latino   | 2,3 %  | 2,5 %  |
| Asiatique              | 6,5 %  | 1,1 %  |

## Liste des institutions culturelles du quartier
- Fabulous Fox Theatre
- Powell Symphony Hall
- Saint Louis University Museum of Art
- Museum of Contemporary Religious Art
- Contemporary Art Museum Saint Louis
- Pulitzer Foundation for the Arts
- Sheldon Concert Hall
- Black Repertory Theater